# مانو بالدا
مانو بالدا (انگلیسی: Manu Balda؛ زادهٔ ۲۱ فوریهٔ ۱۹۹۲) بازیکن فوتبال اهل اکوادور است.